# Jänijõgi
Jänijõgi (též Jäneda jõgi) je řeka na severu Estonska, pravý přítok Jägaly. Pramení přibližně 10 km západně od městečka Ambla a vlévá se do Jägaly krátce pod svým soutokem s Tarvasjõgi.